# Gekko auriverrucosus
Espèce
Statut de conservation UICN

 DD  : Données insuffisantes
Gekko auriverrucosus est une espèce de geckos de la famille des Gekkonidae.

## Répartition
Cette espèce est endémique du Shanxi en Chine. Elle a été découverte à 459 m d'altitude à Hejin.

## Publication originale
- Zhou, Liu & Li, 1982 : Three new species of Gekko and remarks on Gekko hakouensis. Acta Zootaxonomica Sinica, vol. 7, n. 4, p. 438-446.